# 小笠原篤
小笠原 篤（おがさわら あつし、1976年4月1日 - ）は、日本の男性アニメーター、キャラクターデザイナー。千葉県出身。
1996年にスタジオぴえろに入社後、動画・原画を経てフリーとなる。

## 参加作品

### テレビアニメ
2000年
- サクラ大戦TV（作画監督）
- メダロット魂（作画監督）

2001年
- ギャラクシーエンジェル（原画）

2002年
- ギャラクシーエンジェル（第2期、作画監督）
- ギャラクシーエンジェル（第3期、作画監督・筆文字）
- ぱにょぱにょデ・ジ・キャラット（作画監督）

2003年
- 住めば都のコスモス荘 すっとこ大戦ドッコイダー（筆文字・作画監督・原画）
- LAST EXILE（原画）

2007年
- がくえんゆーとぴあ まなびストレート!（キャラクターデザイン・ビジュアルディレクター・作画監督）

2011年
- Fate/Zero（演出）

2014年
- Fate/stay night [Unlimited Blade Works]（2014年 - 2015年、原画）

2015年
- GOD EATER（2015年 - 2016年、原画）

2016年
- テイルズ オブ ゼスティリア ザ クロス（2016年 - 2017年、作画監督、作画監督補佐、原画、第2原画）

2017年
- Fate/Grand Order × 氷室の天地 ～7人の最強偉人篇～（作画監督）

2018年
- 衛宮さんちの今日のごはん（演出、原画）

2019年
- 鬼滅の刃（作画監督、原画）

2021年
- ゾンビランドサガ リベンジ（プロップデザイン、作画監督）
- 平穏世代の韋駄天達（作画監督）
- 鬼滅の刃 遊郭編（原画）

2022年
- ダンス・ダンス・ダンスール（バレエ作画監督）

2023年
- スパイ教室（総作画監督）

### 劇場アニメ
2007年
- 劇場版 空の境界 第一章「俯瞰風景」（原画）

2008年
- 劇場版 空の境界 第三章「痛覚残留」（作画監督協力・原画）
- 劇場版 空の境界 第六章「忘却録音」（キャラクターデザイン・作画監督・原画）

2009年
- 劇場版 空の境界 第七章「殺人考察（後）」（原画）

2017年
- 劇場版 Fate/stay night ［Heaven's Feel］ 第一章 presage flower（原画）

2019年
- 劇場版 Fate/stay night ［Heaven's Feel］ 第二章 lost butterfly（原画）

2020年
- 劇場版 Fate/stay night　[Heaven's Feel]　第三章 spring song（原画）
- 劇場版 鬼滅の刃 無限列車編（作画監督・原画）

### OVA
- KEY THE METAL IDOL（1997年、動画）
- 蒼い海のトリスティア（2004年、キャラクターデザイン）
- がぁーでぃあんHearts ぱわ〜あっぷ!（2005年、エンディングアニメーション）

### ゲーム
- セイクリッドブレイズ（2009年、監督・絵コンテ・作画監督・原画）
- Fate/Grand Order（2016年、「空の境界」コラボレーション 概念礼装イラスト制作）[2]

### PV
- アニメ店長×東方Project（2010年、キャラクターデザイン・作画監督）

### その他
- お願い!ランキング（2009年、キャラクターアシスト）